# Симфонічний метал
Симфоні́чний мета́л, або симфо-метал (англ. symphonic metal) — різновид важкого металу, що поєднує у собі характеристики окремих видів цього жанру, а також різні елементи академічної музики, що використовуються у симфоніях — класичні інструменти, оркестр, хор, ліричний вокал. Симфо-металу властивий оперний жіночий вокал, хор, інструменти симфонічного оркестру або їх імітація за допомогою синтезатора. Для стилю характерні концептуальні альбоми, дуети й ансамблі кількох вокалістів.

## Характеристика
Піджанр сформувався з особливостей раннього екстремального, готичного, павер металу та класичної музики.
Характерну роль відіграють класичні інструменти (як правило синтезовані) та клавішні. При виступах наживо іноді залучаються оркестри, що виконують матеріал, записаний клавішником, нерідко симфонічні інструменти залучаються і для запису замість використання семплів з клавіатури.
Єдина тематика текстів відсутня. Початково переважав концепт окультизму, насильства та смерті. Незабаром долучилися елементи тематики павер-металу та ліричні твори.
Колективи симфо-металу, у класичному вигляді, містять принаймні одну вокалістку оперного співу, іноді для бек-вокалу залучаються й чоловіки, подібно до дуетних композицій готичного металу. Інші форми вокалу, на початку виникнення, були рідкі і використовувалися скорше як спеціальний ефект всередині композицій. Проте з часом палітра вокалу набула ширшого розмаху: від контральто до скримінгу та гроулінгу. Виключення складають інструментальні виконавці: Apocalyptica, Symfomania тощо.

## Історія

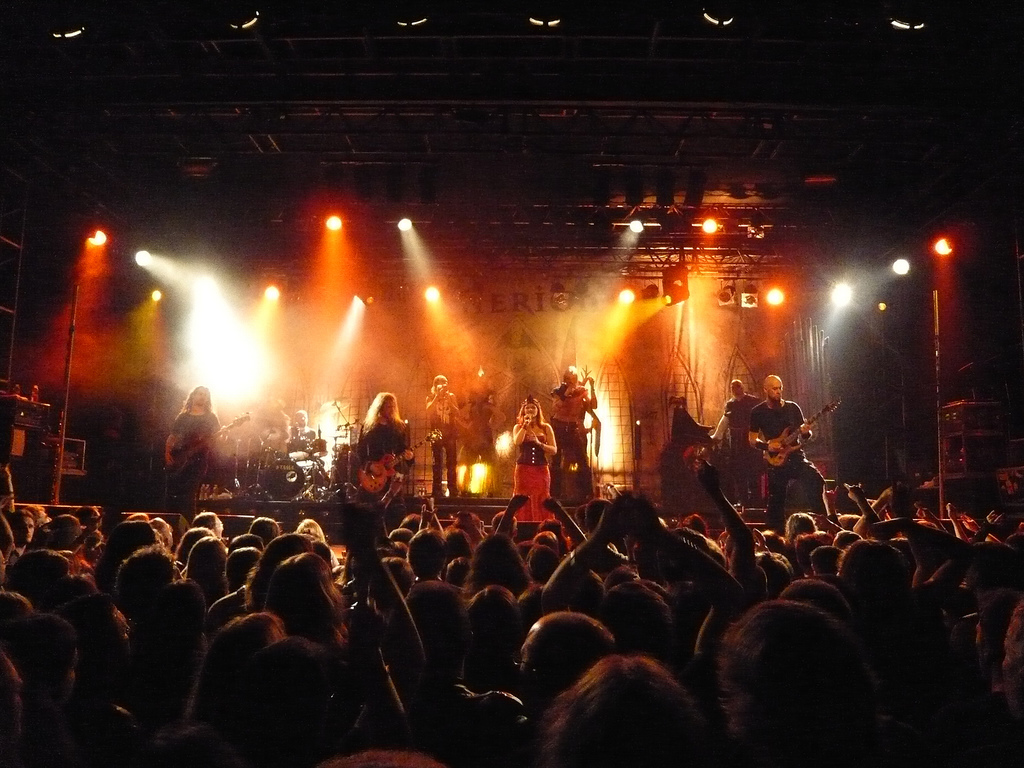
Therion (2007)

Передвісниками були «готи» Theatre of Tragedy, що посилено застосовували в своїй музиці «симфонічні» клавішні та антитези жіночого і чоловічого вокалів з відповідним «дисонансним» музичним супроводом.
У дез-металі симфонічний напрямок як один з основних в альбомах «Lepaca Kliffoth» та «Theli» окреслив екс-екстрим колектив Therion котрий вважається основоположником симфо-металу як окремого піджанру. Вони перші почали проводити експерименти з поєднання звучання класичних інструментів, жіночого оперного вокалу, хору та екстремального металу. У наступному році вийшли дебютні платівки одразу трьох груп, які здійснили надалі значний вплив на жанр. Nightwish i Rhapsody використовували симфонічні аранжування на основі паверу.
Водночас дебютна платівка Within Temptation породила «голландську гілку» глем-симфо, надалі популяризовану проєктами Марка Янсена: After Forever та Epica. На відміну від скандинавів стилістика нідерландців характеризувалася збільшенням клавішних партій, виконанням на межі з індастріалом та попмузикою, і зменшеною часткою чи майже повною відсутністю оперного вокалу на користь попсового (Epica).
Популярність симфо-металу швидко зростала і це позначилось на блек-металі. Такі гурти як Dimmu Borgir і Cradle of Filth, що вирізнялися мелодійністю, стали активно використовувати елементи симфо, які почали домінувати в їхній музиці. Майже в той самий час сформувались такі гурти як Bal-Sagoth i Summoning, що використовували клавішні та оркестр не менш активно, ніж гітари. Наприкінці 90-х на початку 2000-х з'явився цілий ряд гуртів, що розвивали лінію «оперного металу». Серед них Leaves' Eyes, Edenbridge, Tristania та інші.
Популярність симфонічних аранжувань розповсюдилася і на класичні хеві. Metallica, Iron Maiden, Satyricon записувалися і виступали з оркестром. Останній альбом Manowar 2007 року «Gods of War», містив експерименти групи з симфонічними інструментами та клавішними.
Надалі, переважно за ініціативи лейблів котрі намагалися систематизувати продукцію заради ліпшої орієнтації у вподобаннях придбаного покупців, почали вирізняти похідні симфо-металу: «павер» та «блек симфо». Окремі оглядачі виокремлюють також «готичний симфо» попри те що готик-метал від початку за складову мав симфонічні елементи.

## Різновиди симфо-металу

### Симфо-павер метал

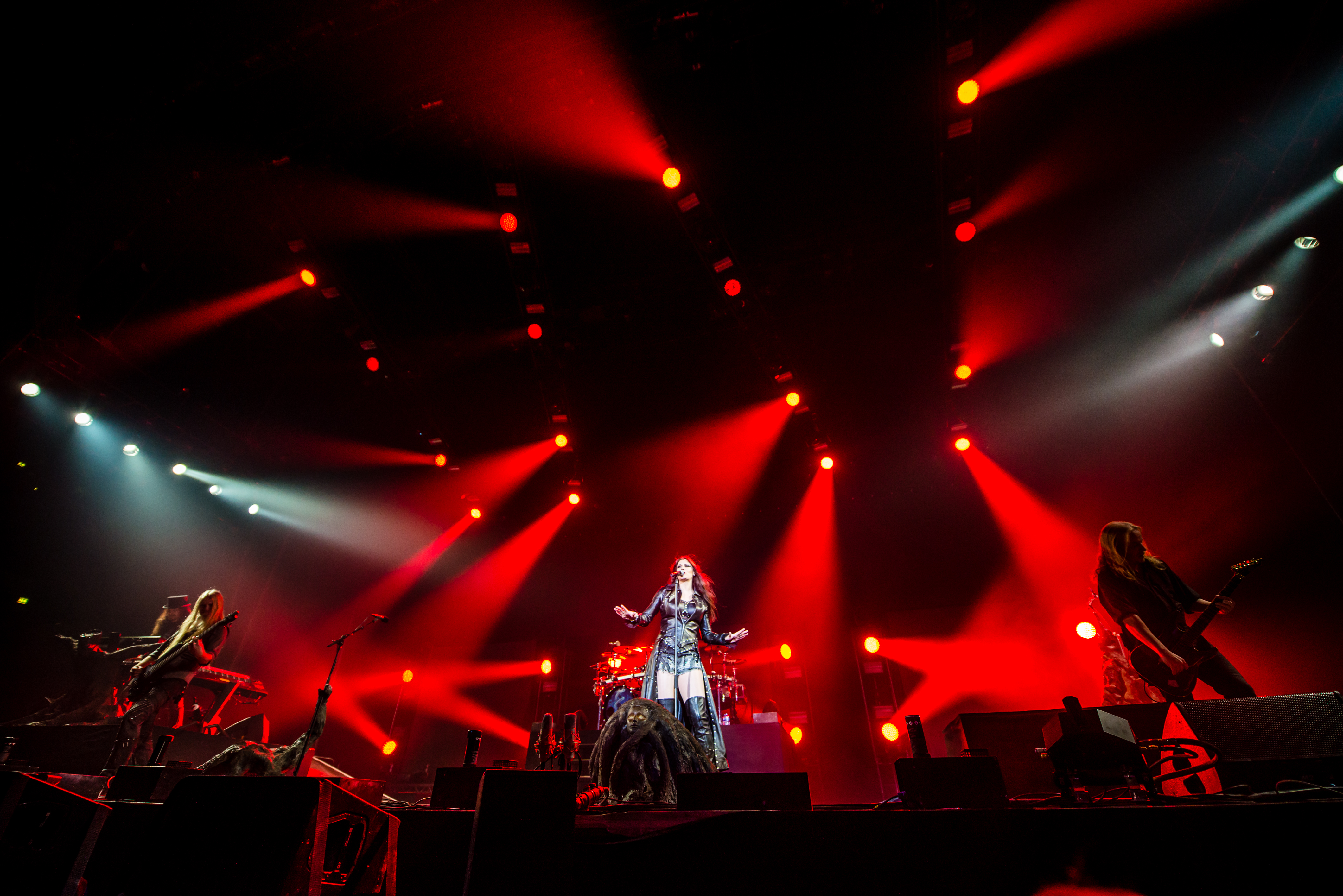
Nightwish, (2015)

Одним з найвідоміших гуртів, які грають симфо-павер (sympho-power) метал є фінський колектив Nightwish. Рання творчість Nightwish, особливо поєднання сильного оперного вокалу ексвокалістки гурту Тар'ї Турунен, який характерніший для класичної оперної сцени, і жорстких гітарних рифів та помпезних програшів на клавішних, що характерні для павер-металу. Через поєднання багатьох стилів у творчості гурту існує багато думок до якого з них можна віднести творчість гурту. Найчастіше гурт все ж відносять до симфо-павер металу, або ж до оперного металу через незвичну манеру виконання першої вокалістки.
Стиль італійського гурту Rhapsody of Fire поєднує в собі елементи павер-металу, симфонік-металу і прогресивного металу. Гурт поряд з Nightwish вважається одним із засновників жанру. Команда активно наслідує в своєї творчості класичних композиторів, таких як Бах, Паганіні, Вівальді з допомогою гітар, імітуючи віртуозну гру на скрипці. Всі альбоми є концептуальною рок-оперою, що розказує про життя чарівної країни Алгалорд. Гурт часто записується з симфонічним оркестром, за основу гітарних партій і рифу беруть павер-метал.

### Симфо-блек метал

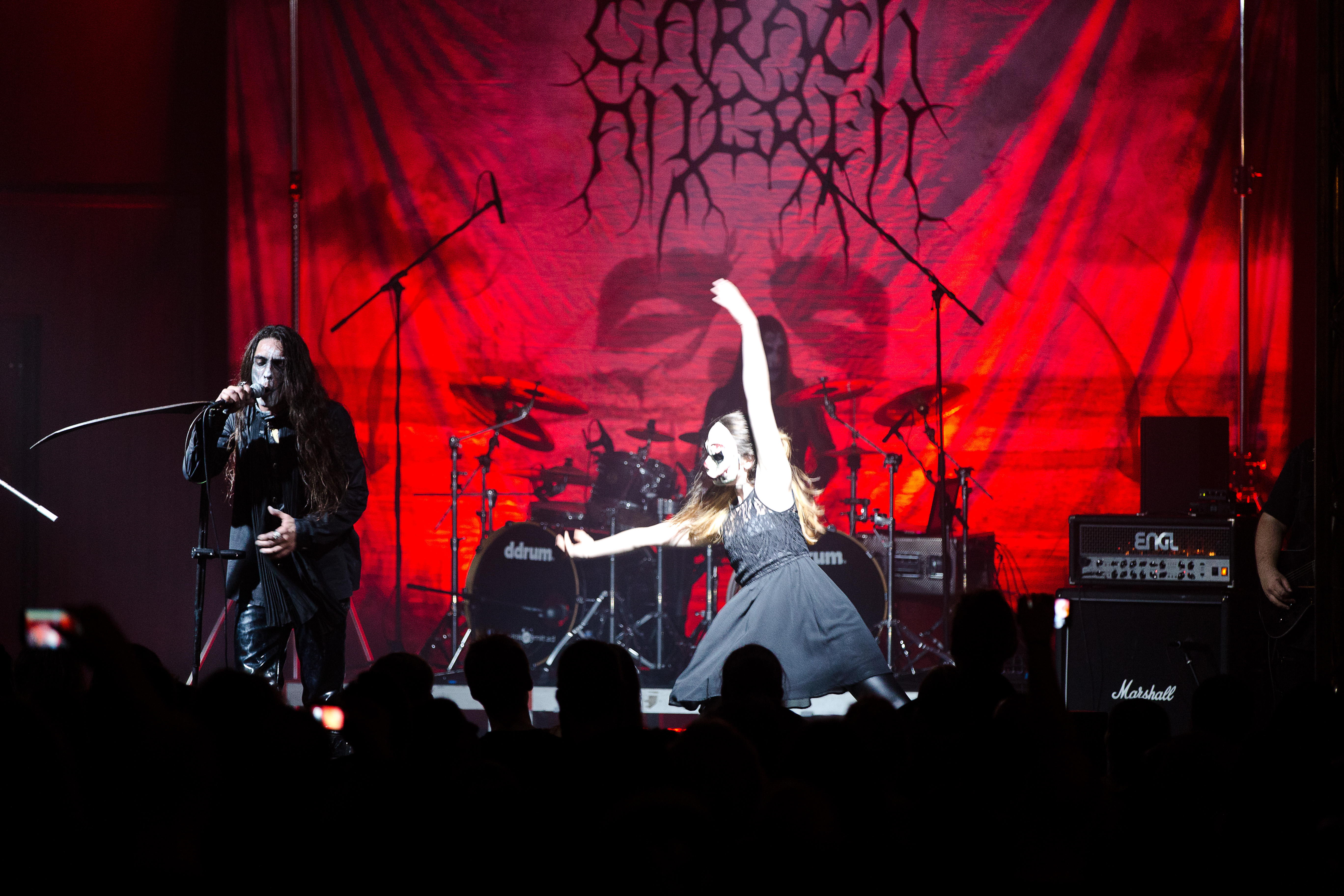
Carach Angren на Wave-Gotik-Treffen (2016)

Субжанр успадкував характерні риси традиційного блек-металу — скримінг, швидкісний темп гри, тремоло та бласт-біт. Проте існують суттєві відмінності: на гітари накладено значно менший дисторшн, музика більш мелодійна та пристосована для співу, приділено особливу увагу зокрема гітарним соло, як в пауері або готик-металі. Як основний або допоміжний вокал, як правило, використовується чистий вокал (особливо сопрано).
Переважна відмінність між симфонічним і мелодійним блек-металом криється у використанні оркестрових аранжувань: для першого характерна наявність великої кількості різних «класичних» музичних інструментів (у тому числі і синтезованих), а для другого лише яскраво виражена мелодійність композицій.
Основу заклали норвежці Emperor. Вони першими в 1992 році «пом'якшили ріжуче звучання» клавішними, хоча їх музика від цього не стала «легшою». Остаточно розвинули симфоблек Limbonic Art. Світове визнання симфонічному блек-металу приніс Dimmu Borgir. Подібна музика не в пошані серед затятих блек-металістів, але має популярність у ширшому колу слухачів.
У 2000-х, за часів поширення комбінування жанрів, елементи симфо з'являлися й в інших стилях, зокрема дез-металі. Яскраво вираженими представниками цієї гілки виступали такі колективи як Septicflesh, Fleshgod Apocalypse, Ex Deo та інші.